# Kloster Fontevivo
Kloster Fontevivo (lat. Abbatia Sancti Bernardi Fontis Vivi) ist eine ehemalige exemte Zisterzienser-Abtei in der heutigen Region Emilia-Romagna, Italien. Es liegt in der Gemeinde Fontevivo in der Provinz Parma rund 15 km westlich von Parma an der Via Emilia in Richtung Fidenza.

## Geschichte
Im Mai 1142 übernahm eine Kolonie von Mönchen aus Kloster Chiaravalle della Colomba die von Bischof Lanfranko von Parma und Delfino de Pallacinis gestiftete, nach einer dort befindlichen Quelle genannte Örtlichkeit Fontevivo auf dem linken Ufer des Bachs Parola. Damit gehörte das Kloster der Filiation der Primarabtei Clairvaux an. Früh erhielt das Kloster päpstliche Schutzprivilegien und galt bereits seit 1144 als exemte Abtei. Schon 1146 wurde der Abtei das Kloster San Giusto in Tuscania unterstellt. Möglicherweise war auch das Kloster Santa Maria di Mirteto bei Pisa ein Tochterkloster von Fontevivo. Die Zisterzienser unternahmen die Meliorisation und errichteten bald eine große Klosterkirche und die dazugehörenden Klostergebäude. Der erste Abt war ein gewisser Viviano. 1497 trat Fontevivo in die Italienische Zisterzienserkongregation ein. Jedoch beeinträchtigte die Kommende das Kloster. 1518 vereinigte Papst Leo X. das Kloster mit der Benediktinerabtei Sankt Paul vor den Mauern in Rom. Sankt Paul übertrug Fontevivo der Benediktinerkongregation von Monte Cassino, die es den Benediktinern der Abtei San Giovanni Evangelista in Parma unterstellte. Im Jahr 1802 wurde Herzog Ferdinand von Parma in der Abtei von Fontevivo im Ordenskleid der Dominikaner beigesetzt und ein Grabmal aus Carrara-Marmor für ihn errichtet. Die Benediktiner blieben in Fontevivo bis zum Jahr 1893. Die Klosterkirche wird heute als Pfarrkirche genutzt. Die Bischöfe von Parma tragen seit der Vereinigung der Gefreiten Abtei Fontevivo mit dem Bistum Parma am 14. August 1892 den Ehrentitel eines Abtes von Fontevivo.

## Anlage und Bauten
Die Klosterkirche in Form eines lateinischen Kreuzes hat ein ausgeschiedenes Querhaus mit je zwei Seitenkapellen im Osten (die nördlichen sind abgemauert) und eine quadratische Hauptapsis. Sie entspricht mit ihrem dreischiffigen Langhaus mit drei Mittelschiffs- und je sechs Seitenschiffsjochen (also im gebundenen System) dem bernhardinischen Plan. Statt des ursprünglich vorgesehenen Tonnengewölbes hat die Kirche jedoch ein Kreuzrippengewölbe erhalten. Bemerkenswert ist die Konstruktion des Vierungsgewölbes. Im linken Querschiff befindet sich ein Grabstein des Marchese Guido Pallavicino, am Ende des linken Seitenschiffs ein klassizistisches Grabmal des letzten Herzogs von Parma in vornapoleonischer Zeit, Ferdinand von Bourbon. Die Backsteinfassade der Kirche, eine dreigeteilte gestaffelte Giebelfassade mit einer Fensterrose mit 10 strahlenförmig angeordneten Marmorsäulen, ist stark überarbeitet. Um die Kirche zieht sich weitgehend ein Rundbogenfries. An die Stelle des im Süden der Kirche gelegenen Konvents ist ein im 17. und 18. Jahrhundert neu errichtetes Kollegium getreten, das zur Zeit der Farnese als Herbstaufenthalt für den Adel des Herzogtums von Parma und Piacenza diente, später aber in Wohnungen umgewandelt wurde.